# آرني نايس
آرني ديك آيدي نايس (بالنرويجية البوكمول: Arne Næss)‏ (27 يناير 1912–12 يناير 2009) هو فيلسوف نرويجي راحل، والذي صاغ هذا المصطلح "الأيكولوجيا العميقة"، وشخصية فكرية مهمة وملهمة للحركة البيئية في أواخر القرن العشرين. استشهد نايس بكتاب راشيل كارسون لعام 1962 بعنوان الربيع الصامت كتأثير رئيسي في رؤيته للأيكولوجيا العميقة. جمع رؤيته الإيكولوجية مع اللاعنف لغاندي وشارك في عدة مناسبات في العمل المباشر.
لقد أوضح نايس أنه في حين أن المجموعات البيئية الغربية في فترة ما بعد الحرب المبكرة قد رفعت الوعي العام بقضايا البيئة في ذلك الوقت، إلا أنها فشلت إلى حد كبير في الحصول على نظرة ثاقبة والتعامل مع ما قال إنه الخلفية الثقافية والفلسفية الكامنة وراء هذه المشاكل. كان نايس يعتقد أن الأزمة البيئية في القرن العشرين قد نشأت بسبب الافتراضات والمواقف الفلسفية غير المعلنة المعينة داخل المجتمعات الغربية الحديثة المتقدمة والتي ظلت غير معترف بها.
وهكذا ميز بين ما سماه التفكير البيئي العميق والضحل. على النقيض من البراغماتية النفعية السائدة في الشركات والحكومات الغربية، دعا إلى أن الفهم الحقيقي للطبيعة سيؤدي إلى ظهور وجهة نظر تقدر قيمة التنوع البيولوجي، مع إدراك أن كل كائن حي يعتمد على وجود مخلوقات أخرى. في شبكة معقدة من العلاقات المتبادلة التي هي العالم الطبيعي.

## وصلات خارجية
- آرني نايس على موقع IMDb (الإنجليزية)
- آرني نايس على موقع قاعدة بيانات الفيلم (الإنجليزية)

- The Trumpeter collected works on Arne Næss vol 1 The Trumpeter collected works on Arne Næss vol 2 (2005)
- "Ecosophy from T to X" - article about Arne's philosophy, by Jim Cocola, in n+1 magazine, April 2006.
- The Trumpeter Volume 9.2 (1992)
- Arne Næss: A Biographical Sketch, by Warwick Fox.
- Arne Naess - Ecophilosophy and Ecology Page from the University of Oslo. Contains basic information about Arne Næss and his publications from 1936-2005.
- Jens Bjørneboe: How Arne Næss and I conquered NATO
- Photos of Næss' arrest at Mardalsfossen (in Norwegian)
- Inquiry An Interdiciplinary Journal of Philosophy founded by Arne Næss
- Crossing the Stones: A Portrait of Arne Naess
- The Call of the Mountain (transcript) Transcript of the film The Call of the Mountain on Arne Naess and the Deep Ecology Movement (1997)
- The Call of the Mountain (excerpts) على يوتيوب Excerpts of the film.
- The Call of the Mountain (complete) See "The Call of the Mountain" as one whole online
- "Arne Naess, Norwegian Philosopher, Dies at 96", New York Times obituary
- "Philosopher Developed 'Deep Ecology' Phrase", Washington Post obituary
- Arne Næss obituary in The Guardian
- ANCEP website